# Peyrilles
Peyrilles (okzitanisch: Peirilhas) ist eine französische Gemeinde mit 346 Einwohnern (Stand: 1. Januar 2022) im Département Lot in der Region Okzitanien (bis 2015 Midi-Pyrénées). Sie gehört zum Arrondissement Gourdon, zum Kanton Causse et Bouriane und zum Gemeindeverband Quercy-Bouriane. Die Bewohner heißen Peyrillacois.

## Geografie
Peyrilles liegt in der Kulturlandschaft des Quercy südwestlich des Zentralmassives. Nachbargemeinden sind Concorès im Norden, Saint-Germain-du-Bel-Air im Osten und Nordosten, Montamel im Osten und Südosten, Gigouzac und Uzech im Süden, Thédirac im Westen und Südwesten, Lavercantière im Westen sowie Dégagnac im Westen und Nordwesten. 

## Bevölkerungsentwicklung
| Jahr                      | 1962 | 1968 | 1975 | 1982 | 1990 | 1999 | 2006 | 2013 |
| Einwohner                 | 409  | 369  | 336  | 326  | 340  | 313  | 341  | 397  |
| Quelle: Cassini und INSEE |      |      |      |      |      |      |      |      |

## Sehenswürdigkeiten
- Kirche Notre-Dame-de-la-Compassion in Dégagnazès aus dem 11./12. Jahrhundert, Monument historique seit 1926
- Kapelle von Bonnet
- Schloss Peyrilles

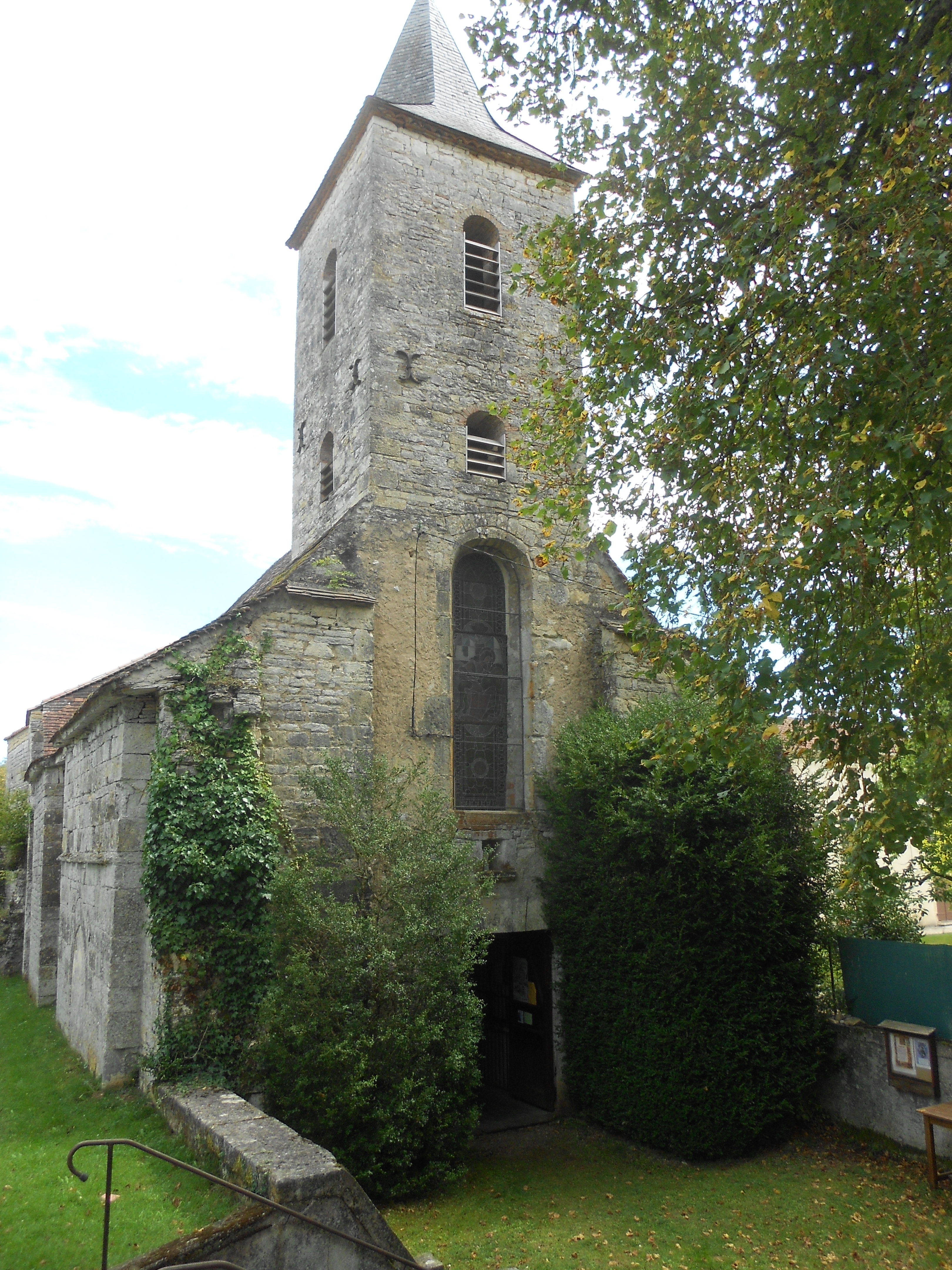
Kirche Notre-Dame-de-la-Compassion
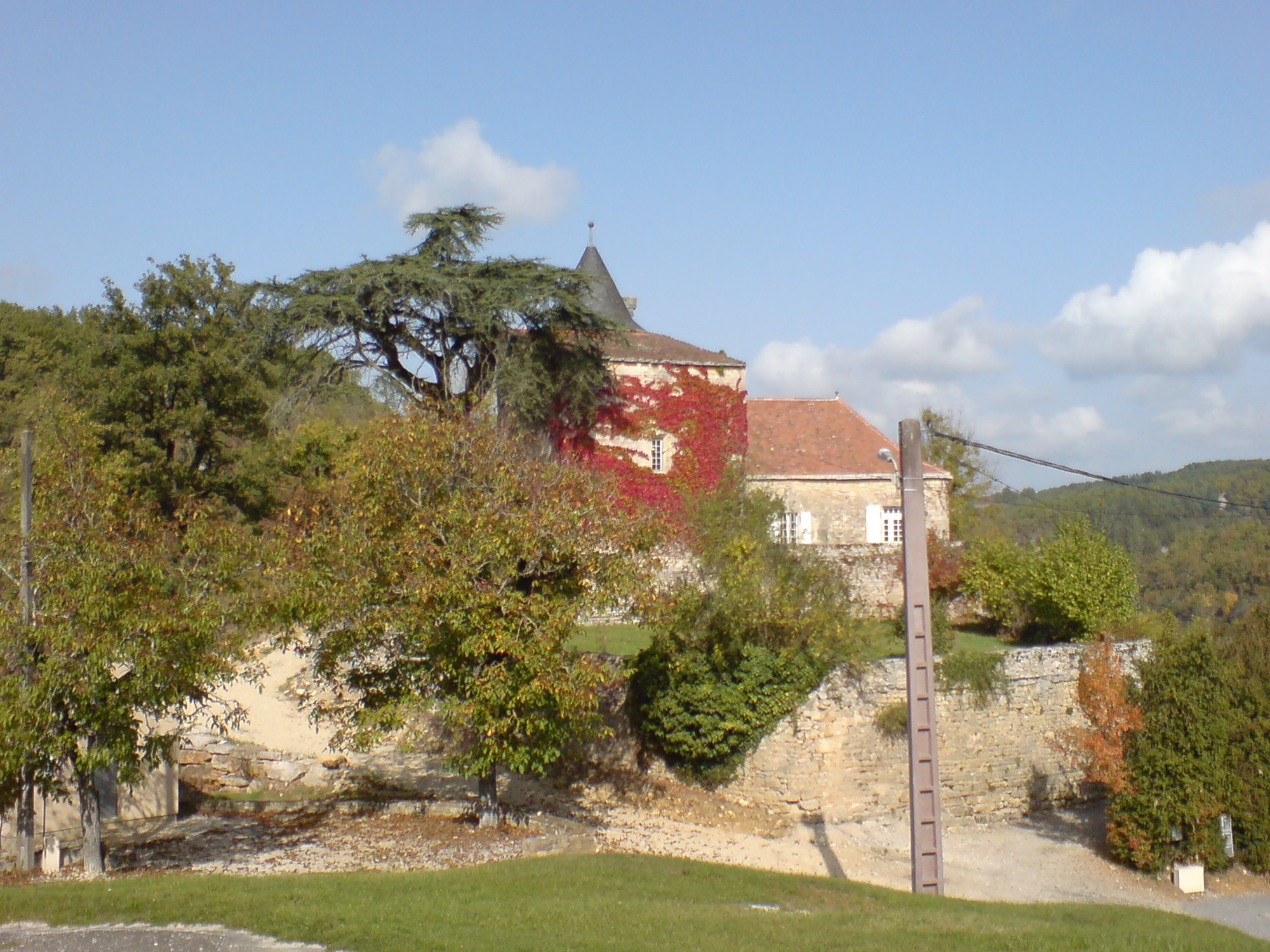
Schloss Peyrilles